# Yuhua (sockenhuvudort i Kina, Hunan Sheng, lat 28,58, long 112,95)
Yuhua (kinesiska: 玉华, 玉华乡) är en sockenhuvudort i Kina. Den ligger i provinsen Hunan, i den södra delen av landet, omkring 43 kilometer norr om provinshuvudstaden Changsha. Antalet invånare är 16 380. Befolkningen består av 7 918 kvinnor och 8 462 män. Barn under 15 år utgör 17,0 %, vuxna 15-64 år 72 %, och äldre över 65 år 10,0 %.
Runt Yuhua är det tätbefolkat, med 369 invånare per kvadratkilometer. Närmaste större samhälle är Wenxing, 13,4 km nordväst om Yuhua. Trakten runt Yuhua består till största delen av jordbruksmark.
Genomsnittlig årsnederbörd är 1 879 millimeter. Den regnigaste månaden är maj, med i genomsnitt 312 mm nederbörd, och den torraste är oktober, med 57 mm nederbörd.